# Стена
Вижте пояснителната страница за други значения на Стена.
Стената е плътна, най-често вертикална, конструкция, която отделя или защитава дадено пространство. Най-често стените разделят пространството в сградите на стаи или разграничават пространството на открито. Четирите основни вида стени са: стени на сгради, външни гранични стени, подпорни стени и язовирни стени.
Стените на сградите имат две основни функции – да разделят помещенията в сградата и да защитават вътрешността на сградата от атмосферните условия и от нежелано проникване. Въпреки че днес това е по-рядка практика, стените могат да изпълняват и конструктивни функции. Обичаен пример за това в съвременното строителство са вертикалните стоманобетонни диафрагми (шайби). В допълнение, в стените могат да преминават електрически, водопроводни и други инсталации. В някои случаи стените могат да бъдат и произведение на изкуството, например при изрисуване със стенописи.
Граничните стени включват плътни огради и градски стени. В миналото в различни райони на света камъните са извличани от почвата, за да се улесни нейната обработка, и са натрупвани, за да означат границите на имота. Преди въвеждането на артилерията много европейски градове имат защитни стени. Тъй като те вече не предлагат надеждна защита, а градовете са се разрастнали извън техните рамки, голяма част от тях днес са разрушени. Краен пример за гранични стени са Великата китайска стена и Адриановата стена.
Подпорните стени са специални стени, които могат да бъдат външни или част от сграда и служат за преграда за придвижването на почва. Нивото на терена от едната страна на подпорната стена е значително по-високо, отколкото от другата. Подобни на подпорните стени са дигите и шпунтовите стени, които имат за цел да запазят разликата в нивото на водата от двете им страни.
|  | Тази страница частично или изцяло представлява превод на страницата Wall в Уикипедия на английски. Оригиналният текст, както и този превод, са защитени от Лиценза „Криейтив Комънс – Признание – Споделяне на споделеното“, а за съдържание, създадено преди юни 2009 година – от Лиценза за свободна документация на ГНУ. Прегледайте историята на редакциите на оригиналната страница, както и на преводната страница, за да видите списъка на съавторите. ВАЖНО: Този шаблон се отнася единствено до авторските права върху съдържанието на статията. Добавянето му не отменя изискването да се посочват конкретни източници на твърденията, които да бъдат благонадеждни. |